# Manglid
Manglid is een bestuurslaag in het regentschap Pandeglang van de provincie Banten, Indonesië. Manglid telt 2854 inwoners (volkstelling 2010).